# Liste des ministères aux Pays-Bas
Pour un article plus général, voir Politique aux Pays-Bas.
Cet article présente la liste actuelle des ministères aux Pays-Bas. Il existe douze ministères néerlandais, dirigés par leur propre ministre, mais on compte également huit ministres sans portefeuille rattachés à différents ministères et neuf secrétaires d'État (nl), dont deux auprès du ministère des Finances.

## Liste des ministères
Le cabinet compte actuellement douze ministres et huit ministres sans portefeuille.

### Ministres de plein titre
Les ministères sont :
- Ministère des Affaires générales (Ministerie van Algemene Zaken)
- Ministère des Affaires intérieures et des Relations au sein du Royaume (Ministerie van Binnenlandse Zaken en Koninkrijksrelaties)
- Ministère des Affaires étrangères (Ministerie van Buitenlandse Zaken)
- Ministère de la Défense (Ministerie van Defensie)
- ministère des Affaires économiques (nl) (Ministerie van Economische Zaken en Klimaat)
- Ministère des Finances (Ministerie van Financiën)
- Ministère des Infrastructures et de la gestion de l'eau (nl) (Ministerie van Infrastructuur en Waterstaat)
- Ministère de l'Éducation, de la Culture et de la Science (Ministerie van Onderwijs, Cultuur en Wetenschap)
- Ministère des Affaires sociales et de l'Emploi (Ministerie van Sociale Zaken en Werkgelegenheid)
- Ministère de la Justice et de la Sécurité (Ministerie van Justitie en Veiligheid)
- Ministère de la Santé, du Bien-être et des Sports (Ministerie van Volksgezondheid, Welzijn en Sport)
- Ministère de l'Agriculture, de la Pêche, de la Sécurité alimentaire et de la Nature (nl) (Ministerie van Landbouw, Natuur en Voedselkwaliteit)

### Ministres sans portefeuille
Les ministres sans portefeuille sont :
- Ministre de la Lutte contre la pauvreté, de la Participation et des Retraites (Minister voor Armoedebeleid, Participatie en Pensioenen), fait partie du ministère des Affaires sociales et de l'Emploi
- Ministre du Commerce extérieur et de la Coopération pour le développement (Minister voor Buitenlandse Handel en Ontwikkelingssamenwerking), fait partie du ministère des Affaires étrangères
- Ministre de la Protection juridique (Minister voor Rechtsbescherming), fait partie du ministère de la Justice et de la Sécurité
- Ministre du Logement et de l'Aménagement du territoire (Minister voor Volkshuisvesting en Ruimtelijke Ordening), fait partie du ministère des Affaires intérieures et des Relations au sein du Royaume
- Ministre de l'Enseignement primaire et secondaire (Minister voor Primair en Voortgezet Onderwijs), fait partie du ministère de l'Éducation, de la Culture et de la Science
- Ministre du Climat et de l'Énergie (Minister voor Klimaat en Energie), fait partie du ministère des Affaires économiques et du Climat
- Ministre de la Nature et de la Qualité de l'air (Minister voor Natuur en Stikstof), fait partie du ministère de l'Agriculture, de la Nature et de la Qualité de la nourriture
- Ministre des Soins médicaux (Minister voor Medische Zorg), fait partie du ministère de la Santé, du Bien-être et des Sports